# Bollnäsfestivalen
Bollnäsfestivalen var en musikfestival som arrangerades på Bolleberget samt Långnäsparken i Bollnäs under 1990-talet.
2007 kom festivalen tillbaka med nya arrangörer och hölls på Sävstaås IP.
2008 flyttades festivalen till Kilafors Herrgård och döptes om till Rockweekend och fick en inriktning på hårdrock.

## 1992
Bolleberget
- Joe Cocker
- Pugh Rogefeldt

## 2007
- Sävstaås IP

19-21 juli 2007
- The Hooters
- Takida
- Andreas Johnsson
- Jerry Williams
- Pain
- The Sounds
- Eldkvarn
- James Burton & The Cadillac Band
- Nightingale
- Sonic Syndicate
- Stefan Andersson
- Susanne Alfvengren
- Åsa Jinder
- Fattaru
- Mora Träsk
- Negative
- Nikola Sarcevic
- Staffan Hellstrand
- The Nomads
- Thunder Express
- Weeping Willows
- Asta Kask
- Dogge Doggelito
- Morgana Lefay
- Nordman
- Ray Wilson
- Tommy Nilsson
- Paul Di'Anno
- Bloodbound
- Wolverine